# TQFP

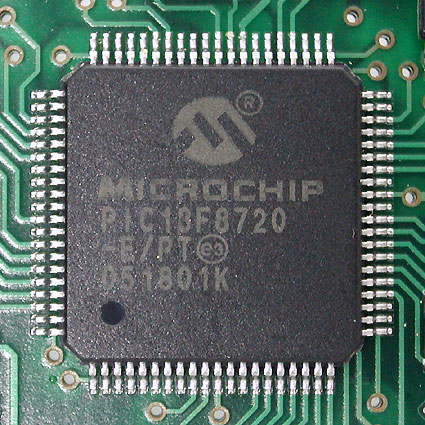
Circuito integrato in un TQFP con 80-pin.

Il Thin Quad Flat Pack (TQFP) è un formato di package (contenitore) di un circuito integrato a montaggio superficiale. I componenti di questo tipo abbinano i benefici di quelli dal design QFP, ma sono più sottili (il componente è spesso solo 1.0 mm) ed impiegano un footprint standard come dimensioni (2.0 mm per 2.0 mm).
I TQFP forniscono un aiuto per progettare miglioramenti quali l'incremento di densità del circuito stampato, inferiore spessore del prodotto finale e maggiore portatilità. Il numero di terminali varia tra 32 e 176. 
Di conseguenza il corpo del componente varierà tra 5 x 5 mm e 20 x 20 mm. 
Le piazzole del circuito possono variare in dimensioni, le più usate sono da 0.4 mm, 0.5 mm, 0.65 mm 0.8 mm ed 1.0 mm.
La scelta di un componente in formato TQFP deriverà principalmente dalla sua disponibilità in commercio, dalla progettazione della scheda e dallo spazio disponibile.
Uno svantaggio dell'impiego di questo footprint può essere dovuto all'impiego di programmi per la progettazione di circuiti stampati con misure espresse in pollici e suoi derivati (tipicamente espresso in mil).